# Шагинян, Мирэль Яковлевна
Мирэль Яковлевна Шагинян (17 мая 1918, Нахичевань-на-Дону — 24 февраля 2012, Коктебель) — советский живописец и график, член Союза художников СССР.

## Биография
Мирэль Яковлевна Шагинян родилась 17 мая 1918 года в городе Нахичевань-на-Дону (с 1928 года часть Ростова-на-Дону), в семье преподавателя нахичеванской духовной семинарии Якова Самсоновича Хачатрянца и Мариэтты Шагинян.
В первый класс она пошла в русскую школу в Армении, затем продолжила учиться в Кисловодске.
Летом 1928 года Максимилиан Волошин пригласил Мариэтту Шагинян с дочерью в Коктебель. Они снимали комнату неподалёку, у семьи Павловых.
В 1931 году семья Шагинян переехала в Москву.
В 1936 году Мирэль Шагинян окончила школу.
В годы Великой Отечественной войны находилась в эвакуации в Свердловске.
В 1948 году окончила Московский художественный институт им. В. И. Сурикова (мастерская Александра Дейнеки). В 1948 году Мариэтта Шагинян сделала дочери подарок: она купила ей дом в Коктебеле за 500 рублей.
Мирэль Шагинян проживала как в Москве, на Арбате, так и в Крыму, в Коктебеле.
Мирэль Яковлевна Шагинян умерла 24 февраля 2012 года в Коктебеле. По завещанию похоронена на поселковом кладбище.

## Творчество
Самая значительная серия работ Мирель посвящена Африке, там художница побывала 16 раз. Мирель написала «Путевые заметки» о Африке. Другая большая серия картин — о Коктебеле.

## Работы находятся в собраниях
- Курганский областной художественный музей, Курган.
- Луганский областной художественный музей, Луганск, Украина.
- Коллекция Дома-музея Максимилиана Волошина, Коктебель.
- Частные коллекции России, Франции, Италии, Японии, Болгарии, Германии, Марокко.

## Семья
- Яков (Акоп) Самсонович Хачатрянц (1884—1960) — отец, преподаватель нахичеванской духовной семинарии. Критик, переводчик, член Союза писателей.
- Шагинян, Мариэтта Сергеевна (1888—1982) — мать, русская советская писательница, одна из первых советских писательниц-фантастов.
- Цигаль, Виктор Ефимович (1916—2005) — муж, народный художник России, действительный член Российской академии художеств.
- Шагинян, Елена Викторовна (род. 1941, Свердловск) — дочь, кандидат биологических наук.
- Цигаль, Сергей Викторович (род. 1949) — сын, российский художник.